# Borat: lecciones culturales de Estados Unidos para beneficio de la gloriosa nación de Kazajistán
Borat: Cultural Learnings of America for Make Benefit Glorious Nation of Kazakhstan (titulada Borat: lecciones culturales de Estados Unidos para beneficio de la gloriosa nación de Kazajistán en español), más conocida como Borat, es un falso documental de Sacha Baron Cohen de 2006 dirigido por Larry Charles. El título está humorísticamente mal redactado en inglés y traducido en el DVD como Borat: Aprendizajes Culturales de Estados Unidos para Beneficio de la Gloriosa Nación de Kazajistán, refiriéndose a Estados Unidos 'como América'. El personaje de Borat ya había sido empleado en Ali G anda suelto, la anterior cinta de Baron Cohen.
En octubre de 2020 se estrenó su secuela, Borat, siguiente película documental.

## Argumento
El personaje televiso kazajo Borat Sagdiyev (Sacha Baron Cohen) sale de Kazajistán hacia el «país más grandioso en el mundo», los Estados Unidos («U. S. and A» en la versión original) para hacer un documental a instancias del Ministerio Kazajo de Información. Allí deja a su esposa Oksana y a otros habitantes de su pueblo, como al «violador del pueblo», y al «mecánico y abortista del pueblo». Borat parte con su productor Azamat Bagatov y un pollo mascota.
En Nueva York, Borat ve un episodio de Baywatch en televisión e inmediatamente se enamora de Pamela Anderson. Durante una entrevista en la que se burla de un grupo de feministas, se entera de su nombre y de que reside en California. A continuación es informado por medio de un telegrama de que su esposa ha sido asesinada y violada por un oso. Encantado con el hecho, decide en secreto hacer a Anderson su nueva esposa, así que le dice a Azamat que van a California porque «Ahí está Pearl Harbor. Y Texas». El productor tiene miedo de volar por los ataques del 11 de septiembre, a lo que él cree que son obra de los judíos, por lo tanto, Borat toma clases de conducir y compra un camión de helados en mal estado para el viaje.
Durante el viaje, Borat adquiere un folleto de Baywatch en una venta de garaje y continúa reuniendo material para su documental. Conoce a los participantes del desfile del orgullo gay, los políticos Alan Keyes y Bob Barr, y jóvenes afroamericanos. Borat también es entrevistado en televisión y altera el informe del tiempo. Visita un rodeo y emociona al público con comentarios patrioteros estadounidenses, pero luego canta un ficticio himno nacional kazajo con la melodía de The Star-Spangled Banner, recibiendo una fuerte reacción negativa. Alojándose en una Bed and breakfast, Borat y su productor se sorprenden al conocer que sus anfitriones son judíos. Temeroso de la mano de sus anfitriones, los dos escapan después de lanzarle dinero a dos cucarachas, creyendo que son sus anfitriones judíos transformados. Mientras Azamat aconseja un regreso a Nueva York, Borat intenta comprar un arma de fuego para defenderse contra judíos. Cuando se le dice que él no puede comprar un arma porque no es ciudadano estadounidense, compra un oso de protección.
Borat le pide consejo a un entrenador de la etiqueta que le indica que asista a una cena privada en un club gastronómico en el Sur, en la que (no) insulta o de otra manera ofende a los demás huéspedes, y es expulsado después de que les presenta a Luenell, una prostituta afroamericana. Se hace amigo de Luenell, y ella lo invita a una relación, pero amablemente le dice que él está enamorado de otra persona. A continuación visita una tienda de antigüedades con un despliegue de elementos del patrimonio confederados, la rotura de cristales y vajilla.
El viaje se interrumpe cuando Borat, sale del baño de su habitación de hotel y ve a Azamat masturbándose sobre una foto de Pamela Anderson en el libro de Baywatch. Se enfurece y revela su verdadero motivo para viajar a California. Azamat lívido reprocha el engaño de Borat, y la situación continúa en una pelea con ambos totalmente desnudos con matices homoeróticos, que se derrama hacia el vestíbulo, un ascensor lleno de gente, y en última instancia en un salón de convenciones. Los dos son finalmente separados por guardias de seguridad.
Como resultado, Azamat abandona a Borat, tomando su pasaporte, todo su dinero y su oso, cuya cabeza se ve más adelante dentro del refrigerador motel de Azamat. Borat empieza a hacer autostop hasta California, pero pronto es recogido por unos miembros borrachos de una fraternidad de la Universidad de Carolina del Sur. Al conocer el motivo de su viaje, ellos le muestran el video sexual Pam y Tommy, revelando que ella no es la virgen que pensaba que era. Después de dejar a los tres estudiantes, Borat se queda abatido, quemando el libro de Baywatch y, por error, su billete de vuelta a Kazajistán. Recobra su fe después de asistir a un campamento Pentecostal, en la que el miembro de la Cámara de Representantes de los Estados Unidos,  el republicano Chip Pickering y el Jefe de la Corte Suprema de Justicia de Misisipi, James W. Smith, Jr. están presentes. Borat aprende a perdonar a Azamat y a Pamela. Acompaña a unos miembros de la iglesia en un autobús a Los Ángeles y desembarca para encontrar a Azamat vestido como Oliver Hardy (aunque Borat piensa que está vestido como Adolf Hitler). Los dos se reconcilian y Azamat le dice dónde encontrar a Pamela Anderson.
Finalmente se encuentra cara a cara con Anderson en una firma de libros en la tienda Virgin Megastore. Después de mostrarla su «bolsa de matrimonio tradicional», la persigue por toda la tienda, en un intento de secuestrarla hasta que es abordado y esposado por guardias de seguridad. Tras esto, rechazado por Pamela, se casa con Luenell, y ambos vuelven a Kazajistán. La escena final muestra las observaciones que ha traído desde Estados Unidos a su pueblo, incluida la conversión aparente de la gente al cristianismo (la versión kazaja incluye la crucifixión de Judíos) y la introducción de la tecnología informática, tales como iPods, ordenadores portátiles y la alta definición en televisores LCD.
La película termina con una recapitulación del himno nacional de una maqueta llamada Kazajistán que glorifica a los recursos de potasio del país y sus prostitutas como el «más limpio en la región». Imágenes de la era soviética se mezclan con la bandera real de Kazajistán e incongruentemente, los cuadros finales muestran el retrato de İlham Əliyev, presidente real de Azerbaiyán, un país al que no había hecho ninguna referencia en la película.

## Reparto
- Sacha Baron Cohen como Borat Sagdiyev, periodista ficticio de Kazajistán que posee conductas misóginas, antisemitas y antiziganistas, que según su opinión, son ideales de los más común en su ciudad natal. El personaje forma parte del programa de TV Da Ali G Show.
- Ken Davitian como Azamat Bagatov, productor del documental que Borat intenta filmar. Durante la película, Bagatov abandona a Borat tras ser descubierto por este último masturbándose con una foto de Pamela Anderson. El personaje es nuevo y fue creado especialmente para la película.
- Luenell Campbell como Luenell, una prostituta afroamericana obesa que aparece a mitad de película y con la cual Borat entabla una relación.
- Alexandra Paul hace un cameo en una escena eliminada.

- Generalmente la actriz Pamela Anderson suele figurar en el reparto como uno de los personajes, aunque eso es incorrecto porque, aunque juega un rol importante en el film, no interpretó, ya que fue una de las personas reales involucradas en las bromas de Baron Cohen envuelto en el personaje de Borat, al igual que muchas otras personas.

Los 3 únicos actores que aparecen en la película son Sacha Baron Cohen, Ken Davitian y Luenell, aunque en una escena eliminada tuvo un cameo Alexandra Paul.

## Controversia
Borat es un personaje muy conocido en el Reino Unido. Ha causado problemas políticos, ya que la embajada de Kazajistán envió una carta a la compañía HBO reclamando el despido del personaje. En Alemania, el Centro Europeo para el Estudio del Antiziganismo de Hamburgo presentó una denuncia por instigación al odio racial contra el actor y la productora Twentieth Century Fox y Home Entertainment Germany.
Además, el director y la productora han sido también denunciados por parte de algunas de las personas que aparecen en la película (dos estudiantes y la profesora de buenos modales).
En Rusia y en otras antiguas repúblicas de la URSS la película ha sido prohibida ante el temor de enfrentamientos civiles por la visión tan controvertida que se hace de Kazajistán y porque podría ofender a algunos espectadores por contener material que "podría parecer desdeñoso hacia ciertos grupos étnicos y religiones". No en vano se rodó en una remota aldea gitana de Rumanía haciéndola pasar por un supuesto pueblo en Kazajistán de nombre Kuzcek.
Por otro lado, a pesar del antisemitismo del personaje, Baron Cohen es judío ortodoxo. De hecho, Borat suele hablar en hebreo en la película, haciendo ver que es Kazajo.

## Premios
Premios Óscar
| Año  | Categoría            | Persona                                                               | Resultado  |
| ---- | -------------------- | --------------------------------------------------------------------- | ---------- |
| 2006 | Mejor guion adaptado | Sacha Baron Cohen Todd Phillips Anthony Hines Dan Mazer Peter Baynham | Candidatos |

Globos de Oro
| Año  | Categoría                         | Persona           | Resultado |
| ---- | --------------------------------- | ----------------- | --------- |
| 2006 | Mejor película- comedia o musical |                   | Candidata |
| 2006 | Mejor actor- comedia o musical    | Sacha Baron Cohen | Ganador   |

## Recepción de la crítica
La película posee un 91% de aprobación en Rotten Tomatoes basado en 209 comentarios, mientras que en Metacritic es aprobada por un 89% en 38 comentarios.
Roger Ebert del Chicago Sun Times calificó con cuatro estrellas (sobre cuatro) al filme y expresó: "es muy agradable. Me gustó mucho Borat. Creo que es, como todo el mundo ha estado diciendo, la película más divertida en años".
Ty Burr del Boston Globe la eligió "mejor película del año" y dijo: "una sátira cómica de imponente crudeza, que es por lejos la película más divertida del año".
La revista Empire la calificó de: "absurda, escandalosa, perspicaz, intuitiva, preocupante, y asimismo divertida" y la colocó entre las diez mejores cintas del año.
Por otro lado, William Arnold del Seattle Post-Intelligencer discordó con la película diciendo: "es graciosamente ofensiva por momentos, pero no puede sostenerse por sí misma en el tiempo de un largometraje, y no es tan inteligente o divertida como podría haber sido".